# Liu Xiangrong
Liu Xiangrong (刘相蓉S, Liú XiàngróngP; Hohhot, 6 giugno 1988) è una pesista cinese.

## Palmarès
| Anno | Manifestazione             | Sede     | Evento         | Risultato | Misura  | Note                  |
| ---- | -------------------------- | -------- | -------------- | --------- | ------- | --------------------- |
| 2007 | Campionati asiatici        | Amman    | Getto del peso | Oro       | 17,65 m |                       |
| 2009 | Campionati asiatici        | Canton   | Getto del peso | Argento   | 17,55 m |                       |
| 2009 | Mondiali                   | Berlino  | Getto del peso | 9ª        | 18,52 m |                       |
| 2010 | Mondiali indoor            | Doha     | Getto del peso | 10ª       | 18,34 m |                       |
| 2011 | Campionati asiatici        | Kōbe     | Getto del peso | Argento   | 18,30 m |                       |
| 2011 | Mondiali                   | Taegu    | Getto del peso | 15ª (q)   | 18,22 m |                       |
| 2012 | Campionati asiatici indoor | Hangzhou | Getto del peso | Oro       | 18,37 m | Record dei campionati |
| 2012 | Mondiali indoor            | Istanbul | Getto del peso | 6ª        | 18,63 m |                       |
| 2012 | Olimpiadi                  | Londra   | Getto del peso | 6ª        | 19,18 m |                       |
| 2013 | Campionati asiatici        | Pune     | Getto del peso | Oro       | 18,67 m |                       |
| 2013 | Universiadi                | Kazan'   | Getto del peso | Argento   | 18,58 m |                       |
| 2013 | Mondiali                   | Mosca    | Getto del peso | 10ª       | 18,04 m |                       |